# Laceby
Laceby è un villaggio con status di parrocchia civile nel North East Lincolnshire, in Inghilterra.